# 1454
1454. је била проста година.

## Догађаји

### Септембар
- 24. септембар — Битка код Лесковца

### Октобар
- 2. октобар — Битка за Крушевац 1454.  је вођена између Деспотовине Србије и њеног савезника Краљевине Угарске против агресијије Османског царства.